# Bob Bauterse
Bob Bauterse is een personage uit de Vlaamse soapserie Wittekerke dat werd gespeeld door Luk Van Mello. Hij speelde deze rol in de eerste drie seizoenen, van 1993 tot 1996.

## Personage
Bob is de maatschappelijk werker van Wittekerke. Hij kan met bijna iedereen goed opschieten en hij is zeer geliefd in Wittekerke. Op een dag komt hij erachter dat hij nog een zoon heeft: Bart. Bob is eigenlijk verliefd op Nellie, maar hij durft dit niet toe te geven.

## Vertrek
Wanneer Bob hoort dat hij prostaatkanker heeft, besluit hij Wittekerke te verlaten en ontwikkelingshulp in Zuid-Amerika (Colombia) te gaan doen. Later krijgt Nellie een telefoontje dat Bob vermist is geraakt.

## Familie
- Bart Bauterse (zoon)